# Léaupartie
Léaupartie – miejscowość i gmina we Francji, w regionie Normandia, w departamencie Calvados.
Według danych na rok 1990 gminę zamieszkiwało 47 osób, a gęstość zaludnienia wynosiła 15 osób/km² (wśród 1815 gmin Dolnej Normandii Léaupartie plasuje się na 838. miejscu pod względem liczby ludności, natomiast pod względem powierzchni na miejscu 1031.).